# NGC 811
NGC 811 (другие обозначения — NPM1G -09.0089, KUG 0201-093, PGC 7870) — галактика в созвездии Кит.
Этот объект входит в число перечисленных в оригинальной редакции «Нового общего каталога».
Большинство сайтов идентифицируют NGC 811 с PGC 7905, но, по словам Гарольда Корвина, правильная идентификация — с PGC 7870, которая точно соответствует описанию.